# امپراتور گو-اودا
امپراتور گو-اودا (به ژاپنی: 後宇多天皇 Go-Uda-tennō)؛ (زاده ۱۷ دسامبر ۱۲۶۷ درگذشته) نود و یکمین امپراتور ژاپن بر اساس نظام سنتی جانشینی پادشاهان ژاپن است. سلطنت وی از ۱۲۷۴ تا ۱۲۸۷ به طول انجامید.